# Schwarzspinnen
Die artenreiche Gattung der Schwarzspinnen (Zelotes) zählt zur Familie der Plattbauchspinnen (Gnaphosidae), die wiederum der Ordnung der Webspinnen angehört. Die Gattung ist mit ihren Arten fast weltweit verbreitet. Es handelt sich entsprechend dem Trivialnamen meistens um annähernd oder gänzlich schwarz gefärbte Spinnen, die wie die meisten Arten ihrer Familie nachtaktiv sind und als Laufjäger andere Gliederfüßer erbeuten. Einzelne Arten der Schwarzspinnen sind auch unter dem Namen Eiferer bekannt.

## Merkmale

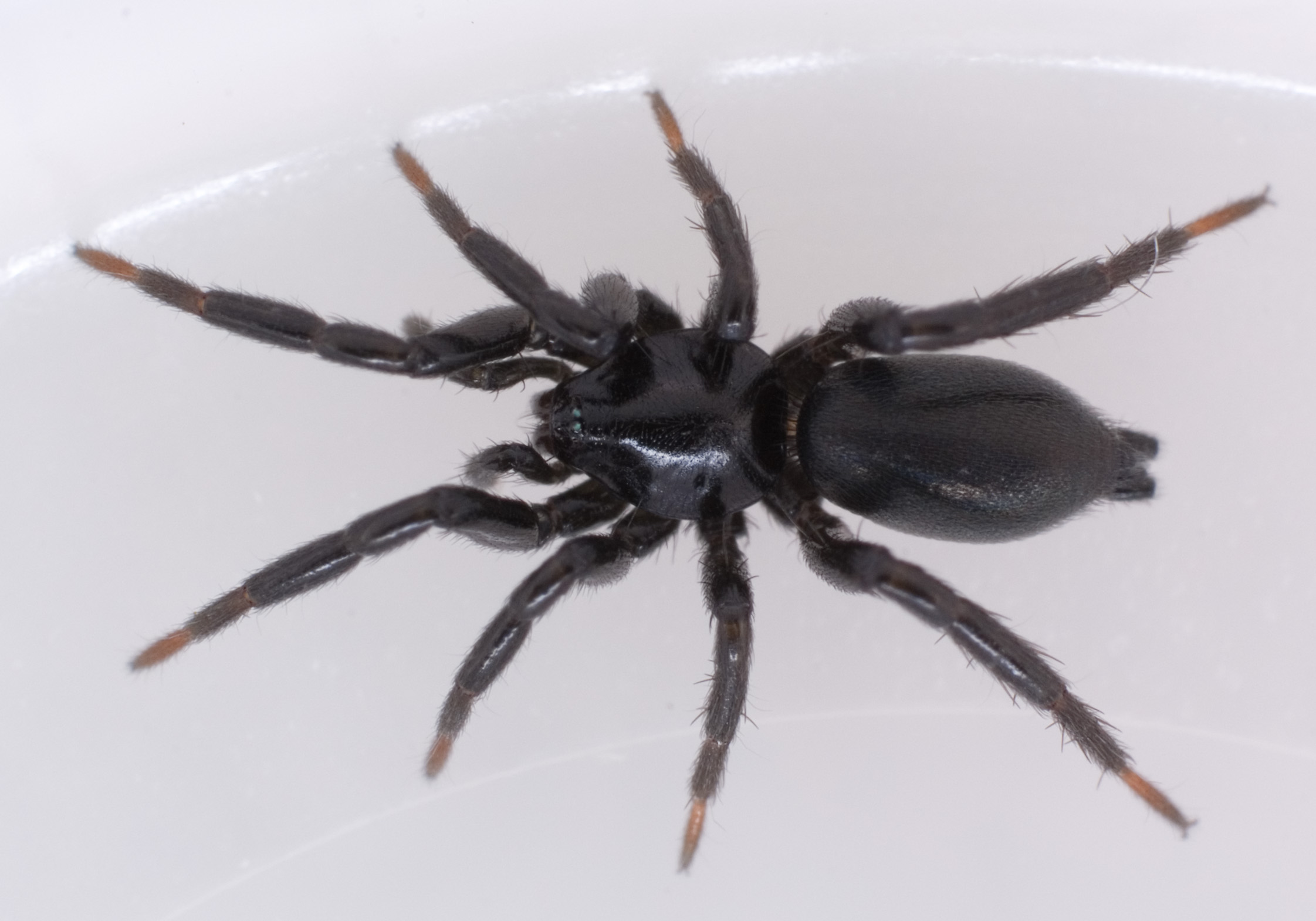
Dorsalansicht einer weiblichen Schwarzspinne

Schwarzspinnen haben je nach Art und Geschlecht eine Körperlänge von 1,8 bis 12,6 Millimetern. Damit handelt es sich um kleine bis mittelgroße Plattbauchspinnen (Gnaphosidae), die einen vergleichsweise gedrungenen Habitus (Erscheinungsbild) aufweisen. Fast alle Schwarzspinnen haben eine gänzlich dunkelbraune bis schwarze Farbgebung. Eine Ausnahme ist die vergleichsweise helle Dünen-Schwarzspinne (Z. electus).

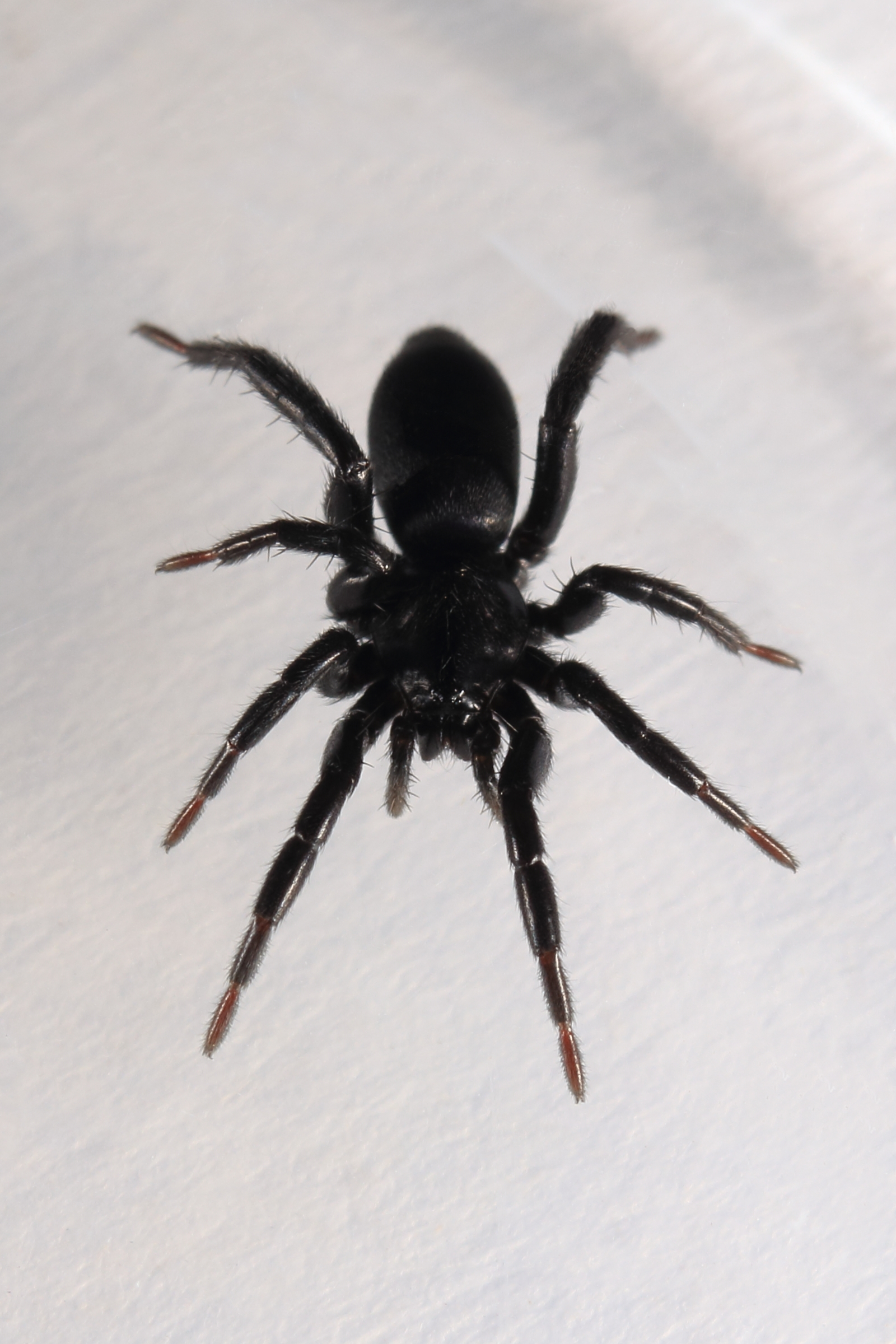
Frontalansicht einer weiblichen Schwarzspinne mit gut sichtbaren Augen und Cheliceren

Der Carapax (Rückenschild des Prosomas, d. h. Vorderkörper) erscheint dorsal (von oben) betrachtet oval und ist zwischen den Coxen des zweiten und dritten Beinpaars am weitesten. Er ist außerdem in der Mitte des hinteren Randes geringfügig invaginiert (eingestülpt) und knapp hinter den Pedipalpen (umgewandelte Extremitäten im Kopfbereich) verengt. Der Carapax ist für gewöhnlich dunkelbraun und schwarz retikuliert (mit netzartigen Mustern versehen). Er kann jedoch auch heller sein und über lange, aufrechte und schwarze Setae (chitinisierte Haare) entlang der Ränder der hinteren Deklination verfügen. Der cephalische (am Kopf liegende) Bereich ist abgeflacht und die lange Fovea (Apodem) ist in Längsrichtung des Carapax verlaufend. Die Augen der Schwarzspinnen sind wie bei allen Plattbauchspinnen in zwei übereinander liegende, je vier Augen enthaltende Reihen aufgeteilt. Die untere der beiden Reihen erscheint dorsal rekurv (zurückgebogen), während die obere aus gleicher Perspektive gerade verläuft. Frontal betrachtet hingegen erscheint die untere Augenreihe gerade und die obere leicht prokurv (nach vorne gebogen). Die unteren Mittelaugen sind kreisförmig und dunkel, während die oberen Mittelaugen unregelmäßig dreieckig und hell erscheinen. Die beiden Seitenaugen sind oval gebaut und ebenfalls hell. Die unteren Mittelaugen sind für gewöhnlich kleiner als die anderen ungleichen Augen und sind etwa durch die Maße ihres eigenen Durchmessers sowie durch eine Maße, die weniger als dieser Durchmesser beträgt, von den unteren Seitenaugen beabstandet. Der Abstand der oberen Mittelaugen zu den oberen Seitenaugen entspricht ebenfalls mehr oder weniger dem eigenen Radius, was auch auf beide Seitenaugen zueinander zutrifft. Das mediane (mittlere) Augenquadrat zwischen den vier Mittelaugen ist normalerweise länger als breit und oben breiter als vorne. Die Höhe des Clypeus (schmaler Abschnitt zwischen dem vorderen Augenpaar und dem Rand des Carapax) ist etwa mit dem Durchmesser der unteren Mittelaugen identisch.
Die Cheliceren (Kieferklauen) tragen in den meisten Fällen ein Dentikel (zahnähnliches Gebilde) und drei Zähne auf promarginaler (innen vorderseitig) und ein Dentikel und einem Zahn auf retromarginaler (innen rückseitiger) Fläche. Die Laden (umgebildete Coxen der Pedipalpen) sind von kurzer und rechteckiger Gestalt. Sie sind schräg und posteromedial (hinten und mittig) niedergedrückt. Außerdem erscheinen die Laden im Bereich der Pedipalpen verengt. Das Labium (sklerotisierte, d. h. gehärtete, Platte zwischen den Laden an der Vorderseite des Sternums) ist verbreitet dreieckig und distal (vom Zentrum entfernt liegend) leicht gerundet.

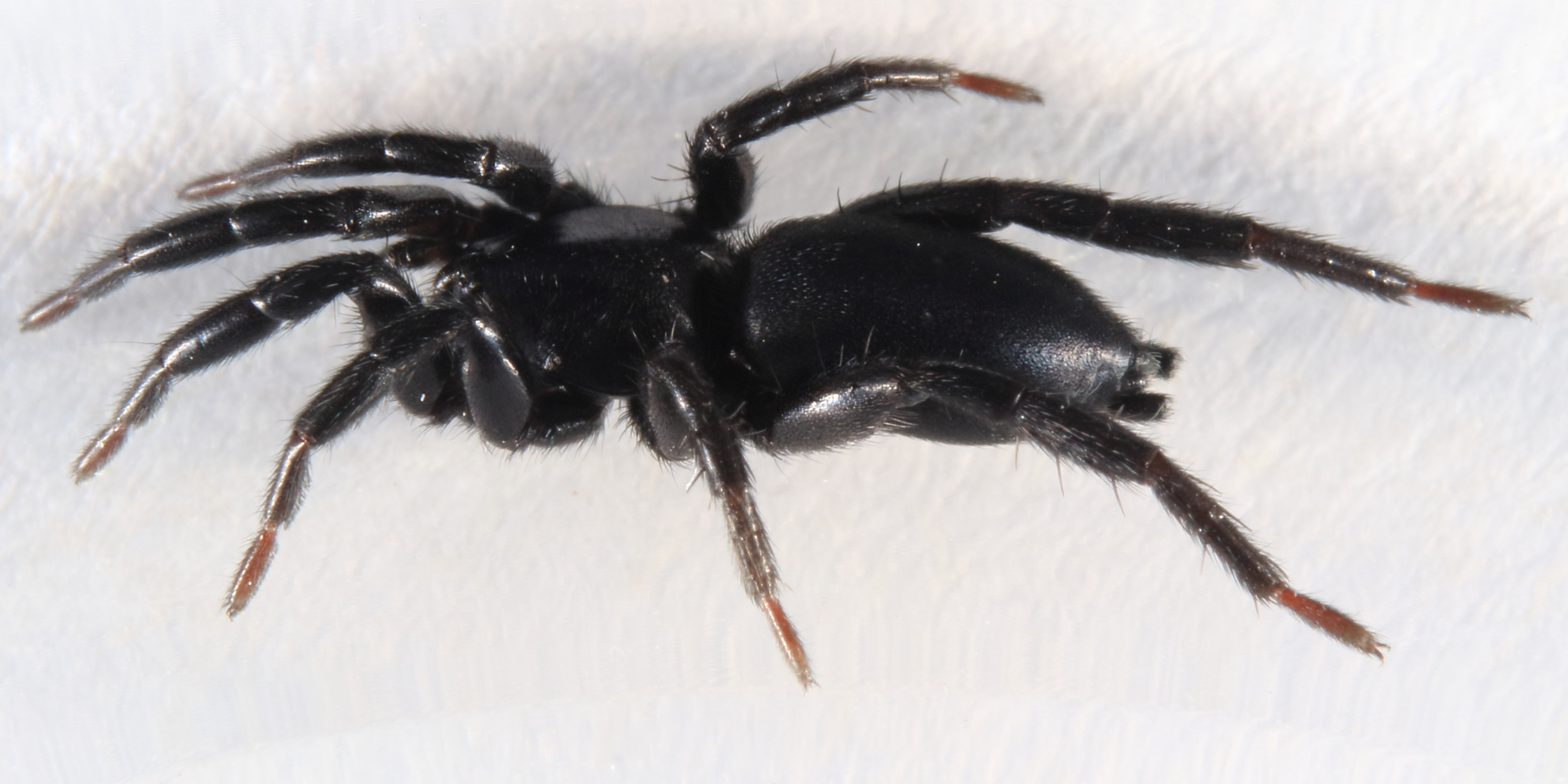
Lateralansicht einer weiblichen Schwarzspinne mit den hier gut erkennbaren Beinstrukturen

Die Längenformel der Beinpaare von groß nach klein beträgt bei den Schwarzspinnen wie bei vielen anderen Spinnen 4-1-2-3. Auch sind die Beine der Vertreter dieser Gattung bestachelt. Die Bestachelung beträgt meistens folgende Formation:
| Beinpaar | Femur                  | Patella | Tibia                  | Metatarsus             |
| 1        | d1-1-0, p0-0-1         | -       | -                      | v2-0-0                 |
| 2        | d1-1-0, p0-0-1         | -       | -                      | v2-0-0                 |
| 3        | d1-1-0, p0-1-1, r0-1-1 | r0-1-0  | p1-1-1, v2-2-2, r0-1-1 | p1-2-2, v2-2-0, rl-1-2 |
| 4        | d1-1-0, p0-1-1, r0-1-1 | -       | p1-1-1, v2-2-2, rl-1-1 | p1-2-2, v2-2-0, rl-2-2 |

Legende:
- d: dorsal
- p: posterior (hinten)
- v: ventral
- r: retrolateral

Die Beine sind bei der überwiegenden Mehrheit der Schwarzspinnen dunkelbraun gefärbt, wobei die Farbgebung im Bereich der Tarsen (Fußglieder) am hellsten ausfällt. Manchmal sind auch die Beine allgemein heller gehalten. Die Distalflächen der Metatarsen (Fersenglieder der Tarsen) und Tarsen besitzen Scopulae (Hafthaare). Ferner weisen die Tarsen je zwei Klauen und schwache Klauenbüschel auf. Die Trochanter (Schenkelringe) der Schwarzspinnen sind nicht eingekerbt. Die Metatarsen des dritten und vierten Beinpaares tragen Putzkämme, bei denen es sich um distal angelegte Segmente aus jeweils zwei Reihen langer Trichobothria (Tasthaare) handelt.

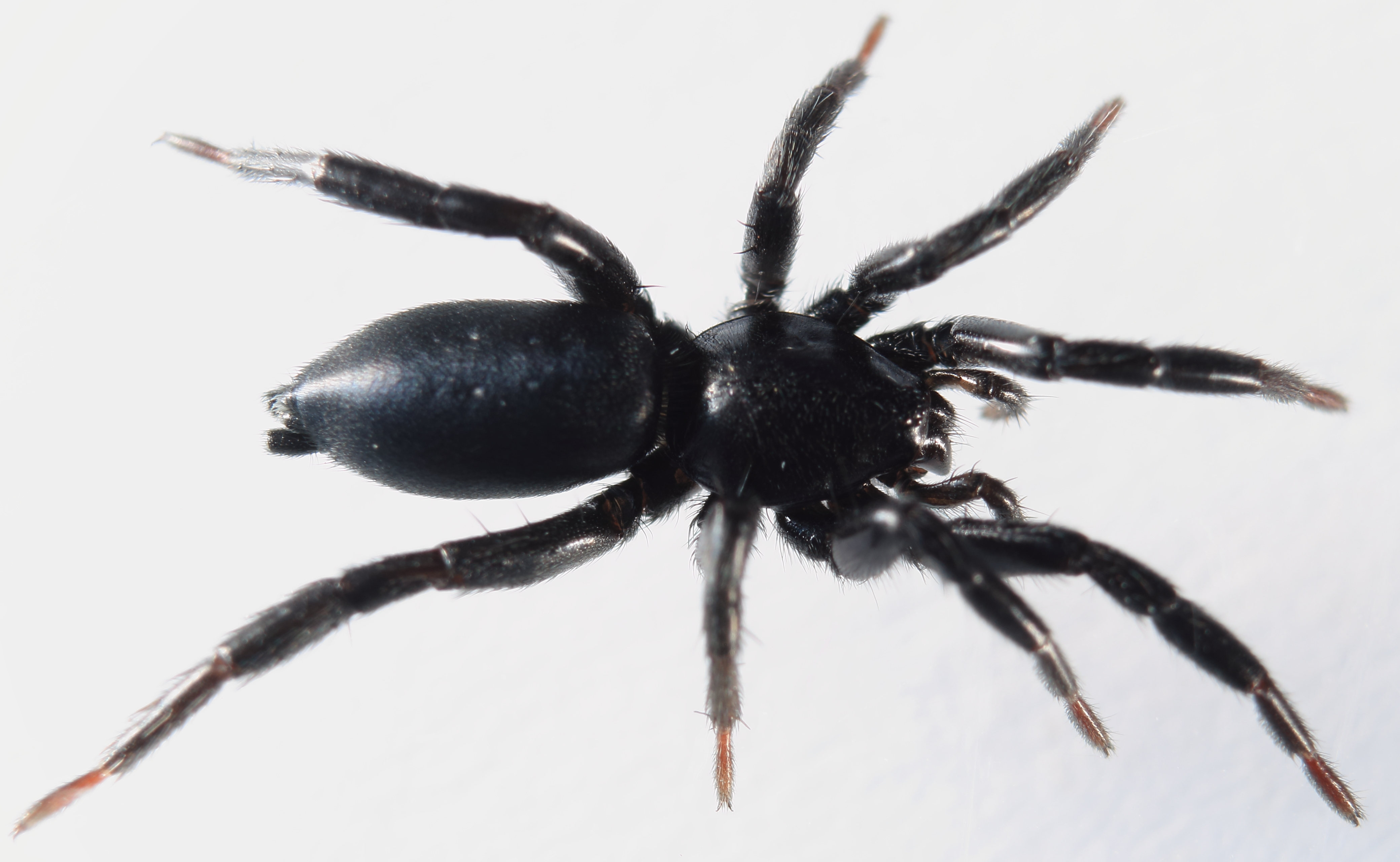
Weitere Ansicht einer weiblichen Schwarzspinne mit den hier gut erkennbaren Spinnwarzen

Das Opisthosoma (Hinterleib) der Schwarzspinnen hat im Regelfall eine dunkelgraue Grundfärbung. Bei den Männchen der Gattung ist im vorderen Bereich wie bei vielen Plattbauchspinnen ein Scutum (sklerotisierte Platte) ausgebildet. Am hinteren Ende des Opisthosomas befinden sich die sechs Spinnwarzen, von denen die anterioren (vorgesetzten) und gleichzeitig die größten ebenfalls sklerotisiert sind. Der Abstand der Spinnwarzen an deren Basis zueinander beträgt mehr als deren eigene Breite.

### Genitalmorphologische Merkmale
Ein einzelner Bulbus (männliches Geschlechtsorgan) der Schwarzspinnen ist mit einer einfachen, kantenförmigen und terminal (am Ende) angelegten Apophyse (chitinisierter Fortsatz) versehen, die manchmal dorsal mit der Basis des bei den Arten der Gattung kursiven Embolus (das letzte Sklerit, d. h. Hartteil des Bulbus) verschmilzt. Die Basis des Embolus selber ist vergleichsweise groß. Daneben besitzt ein Bulbus bei den Schwarzspinnen je eine mediane Apophyse, einen membranartigen Konduktor (Leiter), deren Kanäle innen sklerotisiert sind.
Die Epigyne (weibliches Geschlechtsorgan) kann sehr verschieden gebaut sein. Oft besitzt sie ein Paar aus blanken und paramedianen (neben dem Zentrum gelegenen) Leitern.

### Gattungen mit ähnlichen Arten
Es gibt innerhalb der Familie der Plattbauchspinnen (Gnaphosidae) mehrere Gattungen, deren Arten denen der Schwarzspinnen ähneln. Die meisten Ähnlichkeiten teilen sie mit der Gattung der Kammbeine (Drassyllus), unterscheiden sich von dieser jedoch durch die auffällig vergrößerten hinteren Mittelaugen. Außerdem ist bei den Männchen die terminale Apophyse der Kammbeine am Bulbus bifid (gespalten). Daneben ist diese Apophyse bei den Schwarzspinnen und anders als bei den Kammbeinen sowie den ebenfalls sehr ähnlichen Arten der Gattung Camillina vom Cymbium (vorderstes Sklerit des Bulbus) durch ein separates und prolateral angelegtes Sklerit getrennt, während diese Apophyse insbesondere bei den Kammbeinen das gesamte Tegulum (mittleres Sklerit des Bulbus) überdeckt. Einige Kammbeine können auch durch deren deutlich aufgehellte Tarsen und Metatarsen jedoch nur bedingt von den Schwarzspinnen unterschieden werden, da dieses Merkmal auch bei Vertretern letzterer Gattung vorkommen kann.
Eine weitere den Schwarzspinnen ähnliche Art ist die Gewöhnliche Stiefelspinne (Trachyzelotes pedestris), die die einzige Art der somit monotypischen Gattung der Stiefelspinnen ist. Der Körperbau der Art ähnelt dem der Schwarzspinnen, sie verfügt allerdings im Vergleich zu dem Rest des Körpers über kürzere und kräftige Beine. Ein weiteres markantes Merkmal der Gewöhnlichen Stiefelspinne sind die ab den Patellae (Glieder zwischen Femora und Tibien) gelb- bis rotbraun gefärbten Beine, eine Eigenschaft, die bei den Schwarzspinnen nie vorkommt.

## Verbreitung und Lebensräume

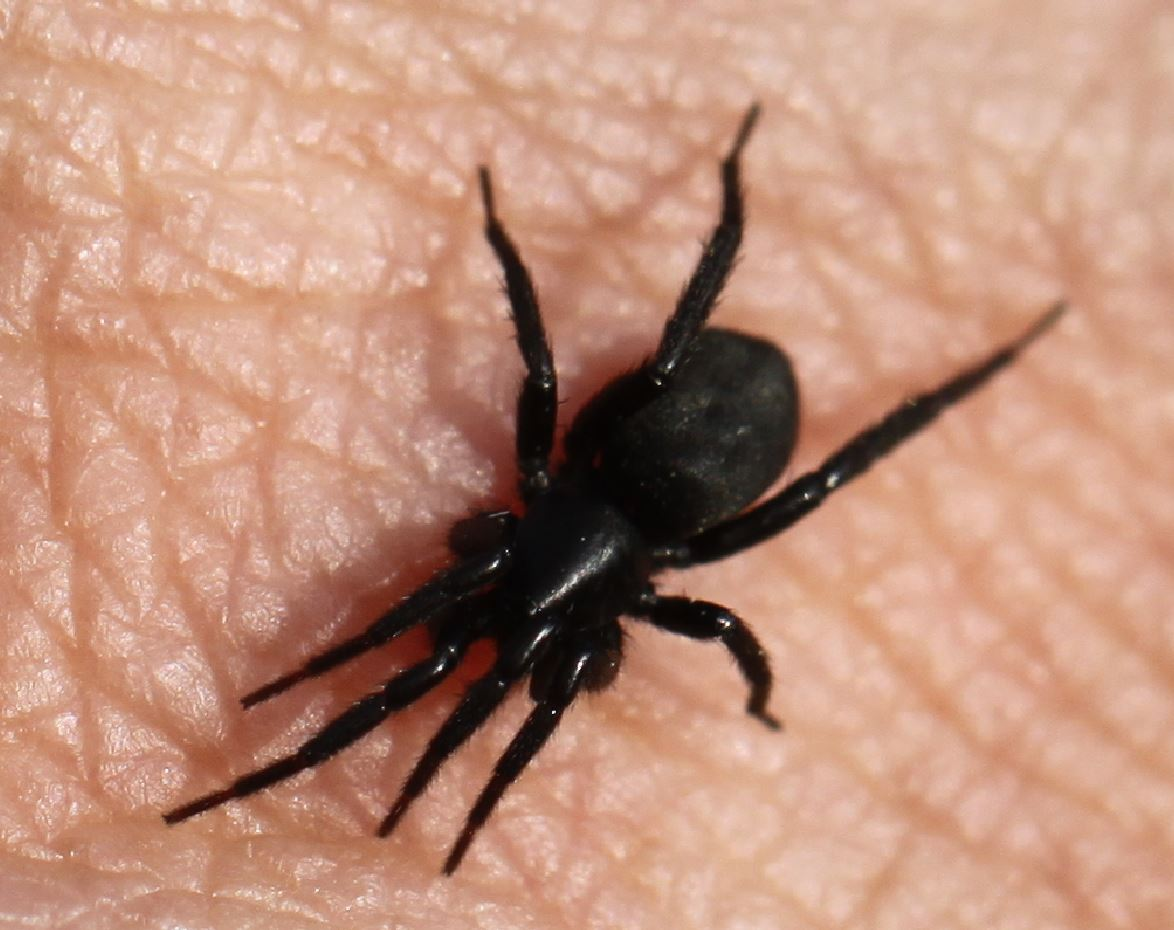
Weibliche Schwarzspinne, gefunden im Schwetzinger Hardt (Rhein-Neckar-Kreis in Baden-Württemberg)

Die Schwarzspinnen sind fast weltweit verbreitet und dringen teilweise sogar in die Arktis vor. Mit Ausnahme der Antarktika ist die Gattung in allen Kontinenten präsent.
Wie viele andere Plattbauchspinnen ist auch die Mehrheit der Schwarzspinnen xerothermenophil (trockene, warme Habitate bzw. Lebensräume bevorzugend). Einige Arten, etwa die Gewöhnliche Schwarzspinne (Z. subterraneus), sind jedoch euryök (an verschiedene Habitate angepasst) und kommen dann auch in feuchteren Arealen vor.

## Lebensweise

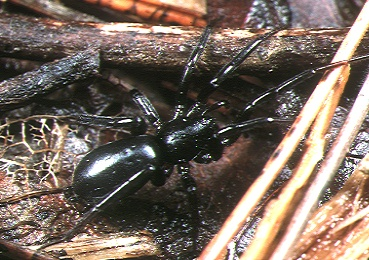
Aktives Weibchen von Zelotes iriomotensis

Schwarzspinnen sind wie die Mehrheit der Plattbauchspinnen (Gnaphosidae) nachtaktiv und teilen mit den anderen Vertretern dieser Familie die schnelle und ruckartige Fortbewegung, wobei sie oftmals die Laufrichtung wechseln. Den Tag verbringen die Arten wie andere Plattbauchspinnen mit dieser Aktivitätszeit in sackförmigen Wohngespinsten, die bei den Schwarzspinnen eher zart sind. Der Lebenszyklus vieler Schwarzspinnen ist unerforscht. Eine Ausnahme bildet die Gewöhnliche Schwarzspinne (Z. subterraneus).

## Systematik

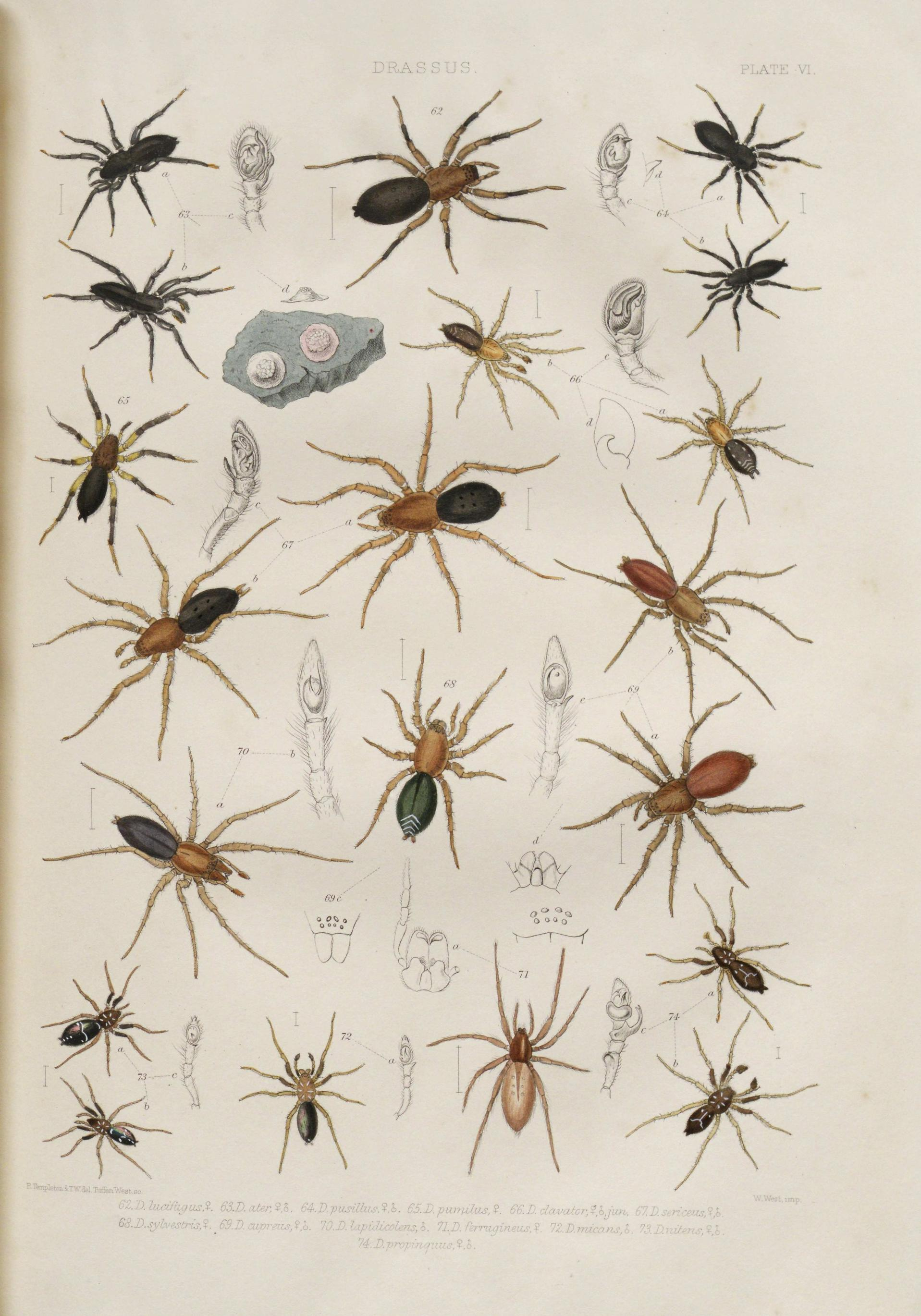
Ausschnitt aus A History of the Spiders of Great Britain and Ireland. (1861/64) von John Blackwall

Die klassische Systematik befasst sich im Bereich der Biologie sowohl mit der taxonomischen (systematischen) Einteilung als auch mit der Biologie und mit der Nomenklatur (Disziplin der wissenschaftlichen Benennung) von Lebewesen und somit auch denen der Schwarzspinnen. Die Typusart der Gattung ist die Gewöhnliche Schwarzspinne (Z. subterraneus).
Der wissenschaftliche Gattungsname dürfte eine Abwandlung des griechischen Wortes zẽlos sein, das übersetzt „Eifer“ bedeutet. Es bezieht sich also mit hoher Wahrscheinlichkeit auf die schnelle und ruckartige Fortbewegungsweise der Tiere. Demzufolge steckt auch die Bezeichnung „Eiferer“ in den Trivialnamen einzelner Arten der Schwarzspinnen.

### Ausgliederungen
Immer wieder wurden aus der Gattung der Schwarzspinnen Untergattungen ausgegliedert und zu eigenen Gattungen erhoben, beispielsweise die monotypische Gattung der Stiefelspinnen (Trachyzelotes), zu der aktuell lediglich die Gewöhnliche Stiefelspinne (T. pedestris) zählt. Weitere Beispiele sind die Gattungen der Kammbeine (Drassyllus) und die der Hausplattbauchspinnen (Urozelotes), deren Arten wie die Gewöhnliche Stiefelspinne von einigen Autoren mitunter bis in die 90er Jahre den Schwarzspinnen zugeordnet wurden.

### Arten
Die Gattung der Schwarzspinnen umfasst 393 Arten, von denen jedoch keine über Unterarten verfügt. Die Arten und ihre geographischen Verbreitungen sind:
- Z. abdurakhmanovi Ponomarev, 2018 – Kasachstan
- Z. acapulcoanus Gertsch & Davis, 1940 – Mexiko
- Z. acarnanicus Lissner & Chatzaki, 2018 – Griechenland
- Z. adderet Levy, 2009 – Israel
- Stein-Schwarzspinne (Z. aeneus) (Simon, 1878) – Madeira, Europa, Aserbaidschan
- Z. aerosus Charitonov, 1946 – Griechenland (Kreta), Zentralasien
- Z. aestus (Tucker, 1923) – Namibia
- Z. aiken Platnick & Shadab, 1983 – Vereinigte Staaten
- Z. albanicus (Hewitt, 1915) – Südafrika
- Z. albomaculatus (O. Pickard-Cambridge, 1901) – Südafrika
- Z. alpujarraensis Senglet, 2011 – Spanien
- Z. altissimus Hu, 1989 – China
- Z. andreinii Reimoser, 1937 – Äthiopien, Uganda
- Z. anglo Gertsch & Riechert, 1976 – Vereinigte Staaten, Mexiko
- Z. angolensis FitzPatrick, 2007 – Angola
- Z. annamarieae Lissner, 2017 – Kanarische Inseln
- Z. anthereus Chamberlin, 1936 – Vereinigte Staaten
- Gras-Schwarzspinne (Z. apricorum) (L. Koch, 1876) – Europa, Türkei, Kasachstan
- Z. argoliensis (C. L. Koch, 1839) – Griechenland
- Z. aridus (Purcell, 1907) – Tansania, Namibia, Südafrika
- Z. arnoldii Charitonov, 1946 – Zentralasien
- Z. ashae Tikader & Gajbe, 1976 – Indien
- Z. asiaticus (Bösenberg & Strand, 1906) – Russland (fernöstlicher Teil), China, Korea, Japan
- Z. atlanticus (Simon, 1909) – Marokko
- Daumen-Schwarzspinne (Z. atrocaeruleus) (Simon, 1878) – Europa, Türkei, Kaukasien, Russland (europäischer Teil) bis Zentralasien, China
- Orange Schwarzspinne (Z. aurantiacus) Miller, 1967 – Mittel- bis Osteuropa, Türkei
- Z. azsheganovae Esyunin & Efimik, 1992 – Ukraine, Russland (europäischer Teil bis Südsibirien), Kasachstan
- Z. babunaensis (Drensky, 1929) – Griechenland
- Z. baeticus Senglet, 2011 – Spanien
- Z. bajo Platnick & Shadab, 1983 – Mexiko
- Z. balcanicus Deltshev, 2006 – Italien, Bulgarien, Rumänien, Griechenland, Nordmazedonien, Israel
- Z. baltistanus Caporiacco, 1934 – Pakistan, Russland (Süd- und Nordwestsibirien), Mongolei
- Z. baltoroi Caporiacco, 1934 – Indien, Karakorum
- Z. bambari FitzPatrick, 2007 – Zentralafrikanische Republik
- Z. banana FitzPatrick, 2007 – Kongo
- Z. barbarus (Simon, 1885) – Marokko, Algerien, Tunesien
- Z. barkol Platnick & Song, 1986 – Russland (Südsibirien), China
- Z. bashaneus Levy, 1998 – Israel
- Z. bassari FitzPatrick, 2007 – Togo
- Z. bastardi (Simon, 1896) – Simbabwe, Südafrika, Madagaskar
- Z. beijianensis Hu & Wu, 1989 – China
- Z. berytensis (Simon, 1884) – Syrien
- Z. bharatae Gajbe, 2005 – Indien
- Z. bifukaensis Kamura, 2000 – Japan
- Z. bifurcutis Zhang, Zhu & Tso, 2009 – Taiwan
- Z. bimaculatus (C. L. Koch, 1837) – Ungarn, Griechenland, Russland (europäischer Teil)
- Z. birmanicus (Simon, 1884) – Myanmar
- Z. bokerensis Levy, 1998 – Israel
- Z. boluensis Wunderlich, 2011 – Türkei
- Z. bozbalus Roewer, 1961 – Afghanistan
- Z. brennanorum FitzPatrick, 2007 – Malawi, Simbabwe
- Z. broomi (Purcell, 1907) – Südafrika
- Z. butarensis FitzPatrick, 2007 – Zentral- & Westafrika
- Z. butembo FitzPatrick, 2007 – Kongo
- Z. calactinus Di Franco, 1989 – Italien
- Z. caldarius (Purcell, 1907) – Südafrika
- Z. callidus (Simon, 1878) – Spanien (Festland, Menorca), Frankreich, Italien, Marokko
- Z. cantonensis Platnick & Song, 1986 – China
- Z. capensis FitzPatrick, 2007 – Südafrika
- Z. capiliae Barrion & Litsinger, 1995 – Philippinen
- Z. caprearum (Pavesi, 1875) – Italien
- Z. caprivi FitzPatrick, 2007 – Namibia
- Z. capsula Tucker, 1923 – Südafrika
- Z. caracasanus (Simon, 1893) – Venezuela
- Z. caspius Ponomarev & Tsvetkov, 2006 – Kasachstan
- Z. cassinensis FitzPatrick, 2007 – Guinea-Bissau
- Z. catholicus Chamberlin, 1924 – Mexiko
- Z. cayucos Platnick & Shadab, 1983 – Vereinigte Staaten
- Z. chandosiensis Tikader & Gajbe, 1976 – India
- Z. chaniaensis Senglet, 2011 – Griechenland (Kreta), evtl. Iran
- Z. chinguli FitzPatrick, 2007 – Botswana, Simbabwe
- Z. chotorus Roewer, 1961 – Afghanistan
- Z. choubeyi Tikader & Gajbe, 1979 – Indien
- Z. cingarus (O. Pickard-Cambridge, 1874) – Nordmazedonien, Bulgarien, Griechenland, Türkei, Tadschikistan
- Wald-Schwarzspinne (Z. clivicola) (L. Koch, 1870) – Europa, Türkei, Russland (europäischer Teil bis Südsibirien), Kasachstan
- Z. coeruleus (Holmberg, 1876) – Argentinien
- Z. comparilis (Simon, 1886) – Senegal, Burkina Faso
- Z. cordiger (L. Koch, 1875) – Äthiopien
- Z. cordubensis Senglet, 2011 – Spanien
- Z. cornipalpus Melic, Silva & Barrientos, 2016 – Portugal, Spanien
- Z. corrugatus (Purcell, 1907) – Südliches Afrika
- Z. creticus (Kulczyński, 1903) – Griechenland (Kreta)
- Z. criniger Denis, 1937 – Mittelmeerraum
- Z. cruz Platnick & Shadab, 1983 – Vereinigte Staaten
- Z. cyanescens Simon, 1914 – Frankreich
- Z. davidi (Simon, 1884) – Libyen, Syrien
- Z. davidi Schenkel, 1963 – China, Korea, Japan
- Z. desioi Caporiacco, 1934 – Indien
- Alpine Schwarzspinne (Z. devotus) Grimm, 1982 – Alpen (Frankreich, Schweiz, Österreich, Italien)
- Z. discens Chamberlin, 1922 – Vereinigte Staaten
- Z. distinctissimus Caporiacco, 1929 – Griechenland
- Z. doddieburni FitzPatrick, 2007 – Simbabwe, Südafrika
- Z. donan Kamura, 1999 – Japan (Ryūkyū-Inseln)
- Z. donnanae FitzPatrick, 2007 – Kongo
- Z. duplex Chamberlin, 1922 – Vereinigte Staaten, Kanada
- Z. egregioides Senglet, 2011 – Portugal, Spanien, Frankreich
- Z. egregius Simon, 1914 – Spanien (Balearische Inseln), Andorra, Frankreich, Italien
- Dünen-Schwarzspinne (Z. electus) (C. L. Koch, 1839) – Europa, Türkei, Kaukasien, Russland (europäischer Teil bis Südsibirien), Zentralasien
- Herbst-Schwarzspinne (Z. erebeus) (Thorell, 1871) – Europa, Türkei
- Z. eremus Levy, 1998 – Israel
- Z. ernsti (Simon, 1893) – Venezuela
- Z. erythrocephalus (Lucas, 1846) – Algerien
- Z. eskovi Zhang & Song, 2001 – China
- Z. eugenei Kovblyuk, 2009 – Griechenland, Ukraine, Russland (europäischer und kaukasischer Teil)
- Z. exiguoides Platnick & Shadab, 1983 – Vereinigte Staaten, Kanada
- Felsheiden-Schwarzspinne (Z. exiguus) (Müller & Schenkel, 1895) – Europa, Türkei, Russland (europäischer bis fernöstlicher Teil), China, Korea, Japan
- Z. fagei Denis, 1955 – Niger, Ägypten
- Z. faisalabadensis Butt & Beg, 2004 – Pakistan
- Z. femellus (L. Koch, 1866) – Südeuropa
- Z. flabellis Zhang, Zhu & Tso, 2009 – Taiwan
- Z. flagellans (L. Koch, 1882) – Spanien (Festland, Balearische Inseln)
- Z. flavens (L. Koch, 1873) – Australien (Western Australia)
- Z. flavimanus (C. L. Koch, 1839) – Griechenland
- Z. flavitarsis (Purcell, 1908) – Südafrika
- Z. flexuosus Kamura, 1999 – Japan (Ryūkyū-Inseln)
- Z. florisbad FitzPatrick, 2007 – Südafrika
- Z. florodes Platnick & Shadab, 1983 – Vereinigte Staaten
- Z. foresta Platnick & Shadab, 1983 – Vereinigte Staaten
- Z. fratris Chamberlin, 1920 – Russland (Mittelsibirien bis fernöstlicher Teil), Nordamerika
- Z. frenchi Tucker, 1923 – Botswana, Simbabwe, Südafrika
- Z. fuligineus (Purcell, 1907) – Zentral-, Ost- & südliches Afrika
- Z. fulvaster (Simon, 1878) – Frankreich (Korsika), Nordmazedonien, Griechenland
- Z. fulvopilosus (Simon, 1878) – Spanien (Festland, Balearische Inseln), Frankreich
- Z. funestus (Keyserling, 1887) – Vereinigte Staaten
- Z. fuscimanus (Kroneberg, 1875) – Usbekistan
- Z. fuscorufus (Simon, 1878) – Spanien, Frankreich (Korsika), Italien
- Z. fuscus (Thorell, 1875) – Ukraine, Kasachstan
- Z. fuzeta Wunderlich, 2011 – Portugal
- Z. gabriel Platnick & Shadab, 1983 – Vereinigte Staaten
- Gallische Schwarzspinne (Z. gallicus) Simon, 1914 – Europa, Kasachstan
- Z. galunae Levy, 1998 – Israel
- Z. gattefossei Denis, 1952 – Marokko
- Z. gertschi Platnick & Shadab, 1983 – Vereinigte Staaten, Mexiko
- Z. geshur Levy, 2009 – Israel
- Z. gladius Kamura, 1999 – Japan (Ryūkyū-Inseln)
- Z. golanensis Levy, 2009 – Israel
- Z. gooldi (Purcell, 1907) – Namibia, Südafrika
- Z. graecus (L. Koch, 1867) – Griechenland
- Z. griswoldi Platnick & Shadab, 1983 – Vereinigte Staaten
- Z. grovus Platnick & Shadab, 1983 – Vereinigte Staaten
- Z. guineanus (Simon, 1907) – West-, Zentral- & Ostafrika
- Z. gussakovskyi Charitonov, 1951 – Tadschikistan
- Z. gynethus Chamberlin, 1919 – Vereinigte Staaten
- Z. haifaensis Levy, 2009 – Israel
- Z. hanangensis FitzPatrick, 2007 – Tansania
- Z. haplodrassoides (Denis, 1955) – Niger, Äthiopien
- Z. hardwar Platnick & Shadab, 1983 – Jamaika
- Z. harmeron Levy, 2009 – Griechenland, Türkei, Israel
- Z. haroni FitzPatrick, 2007 – Zimbabwe, Malawi
- Z. hayashii Kamura, 1987 – Japan
- Z. helanshan Tang, Urita, Song & Zhao, 1997 – Russland (Altai), China
- Z. helicoides Chatzaki, 2010 – Griechenland (Kreta)
- Z. helsdingeni Zhang & Song, 2001 – China
- Z. henderickxi Bosselaers, 2012 – Kanarische Inseln
- Z. hentzi Barrows, 1945 – Vereinigte Staaten, Kanada
- Z. hermani (Chyzer, 1897) – Mitteleuropa bis Russland (europäischer und kaukasischer Teil)
- Z. hirtus (Thorell, 1875) – Frankreic
- Z. hispaliensis Senglet, 2011 – Spanien
- Z. holguin Alayón, 1992 – Kuba
- Z. hospitus (Simon, 1897) – Indien
- Z. hui Platnick & Song, 1986 – Kasachstan, China
- Z. humilis (Purcell, 1907) – Simbabwe, Südafrika
- Z. hummeli Schenkel, 1936 – Kasachstan, China
- Z. ibayensis FitzPatrick, 2007 – Tanzania
- Z. icenoglei Platnick & Shadab, 1983 – Vereinigte Staaten
- Z. illustris Butt & Beg, 2004 – Pakistan
- Z. incertissimus Caporiacco, 1934 – Libyen
- Z. inderensis Ponomarev & Tsvetkov, 2006 – Kasachstan
- Z. inglenook Platnick & Shadab, 1983 – Vereinigte Staaten
- Z. inqayi FitzPatrick, 2007 – Kongo
- Z. insulanus (L. Koch, 1867) – Griechenland
- Z. insulanus Dalmas, 1922 – Italien
- Z. invidus (Purcell, 1907) – Namibia, Südafrika
- Z. iriomotensis Kamura, 1994 – Japan
- Z. itandae FitzPatrick, 2007 – Kongo
- Z. ivieorum Platnick & Shadab, 1983 – Mexiko
- Z. jabalpurensis Tikader & Gajbe, 1976 – Indien
- Z. jamaicensis Platnick & Shadab, 1983 – Jamaika
- Z. jocquei FitzPatrick, 2007 – Kenia
- Z. josephine Platnick & Shadab, 1983 – Vereinigte Staaten
- Z. katombora FitzPatrick, 2007 – Simbabwe
- Z. kazachstanicus Ponomarev & Tsvetkov, 2006 – Kasachstan
- Z. kerimi (Pavesi, 1880) – Tunesien
- Z. keumjeungsanensis Paik, 1986 – China, Korea
- Z. khostensis Kovblyuk & Ponomarev, 2008 – Italien, Kaukasien (Russland, Georgien)
- Z. kimi Paik, 1992 – Korea
- Z. kimwha Paik, 1986 – Korea, Japan
- Z. konarus Roewer, 1961 – Afghanistan
- Z. kulempikus FitzPatrick, 2007 – Kenia
- Z. kulukhunus FitzPatrick, 2007 – Burkina Faso, Tschad
- Z. kumazomba FitzPatrick, 2007 – Malawi
- Z. kuncinyanus FitzPatrick, 2007 – Südafrika
- Z. kuntzi Denis, 1953 – Jemen
- Z. kusumae Tikader, 1982 – Indien
- Z. laccus (Barrows, 1919) – Vereinigte Staaten, Kanada
- Z. laconicus Senglet, 2011 – Griechenland
- Z. laetus (O. Pickard-Cambridge, 1872) – Nordafrika bis Senegal und Kenia, Portugal, Frankreich, Israel, Saudi-Arabien. In Hawaii, den Vereinigten Staaten, Mexiko und Peru eingeführt.
- Z. laghmanus Roewer, 1961 – Afghanistan
- Z. lagrecai Di Franco, 1994 – Portugal, Spanien, Marokko
- Z. lasalanus Chamberlin, 1928 – Nordamerika
- Latreilles Schwarzspinne (Z. latreillei) (Simon, 1878) – Europa, Türkei, Kaukasien, Russland (europäischer Teil bis Südsibirien), Kasachstan
- Z. lavus Tucker, 1923 – südliches Afrika
- Z. lehavim Levy, 2009 – Israel
- Z. liaoi Platnick & Song, 1986 – China, Taiwan
- Z. lichenyensis FitzPatrick, 2007 – Malawi
- Z. lightfooti (Purcell, 1907) – Südafrika
- Z. limnatis Chatzaki & Russell-Smith, 2017 – Zypern
- Z. listeri (Audouin, 1826) – Ägypten
- Z. lividus Mello-Leitão, 1943 – Argentinien
- Z. longestylus Simon, 1914 – Frankreich
- Z. longinquus (L. Koch, 1866) – Algerien
- Stachel-Schwarzspinne (Z. longipes) (L. Koch, 1866) – Europa, Türkei, Kaukasien, Russland (europäischer bis fernöstlicher Teil), Zentralasien, Mongolei, China
- Z. lotzi FitzPatrick, 2007 – Südafrika
- Z. lubumbashi FitzPatrick, 2007 – Kongo
- Z. lutorius (Tullgren, 1910) – Tanzania
- Z. lymnophilus Chamberlin, 1936 – Vereinigte Staaten
- Z. maccaricus Di Franco, 1998 – Italien
- Z. maindroni (Simon, 1905) – Indien
- Z. mandae Tikader & Gajbe, 1979 – Indien
- Z. mandlaensis Tikader & Gajbe, 1976 – Indien
- Z. manius (Simon, 1878) – Südeuropa
- Z. manzae (Strand, 1908) – Kanarische Inseln
- Z. mashonus FitzPatrick, 2007 – Kongo, Botswana, Simbabwe, Südafrika
- Z. matobensis FitzPatrick, 2007 – Simbabwe
- Z. mayanus Chamberlin & Ivie, 1938 – Mexiko
- Z. mazumbai FitzPatrick, 2007 – Tanzania
- Z. mediocris (Kulczyński, 1901) – Äthiopien
- Z. meinsohni Denis, 1954 – Marokko
- Z. meronensis Levy, 1998 – Israel
- Z. mesa Platnick & Shadab, 1983 – Vereinigte Staaten, Mexiko
- Z. messinai Di Franco, 1995 – Italien
- Z. metellus Roewer, 1928 – Frankreich, Albanien, Griechenland bis Iran, Israel, Russland (europäischer Teil)
- Z. mikhailovi Marusik, 1995 – Russland (europäischer Teil), Kasachstan, Mongolei
- Z. minous Chatzaki, 2003 – Griechenland (Kreta)
- Z. miramar Platnick & Shadab, 1983 – Mexiko
- Z. mkomazi FitzPatrick, 2007 – Tanzania
- Z. moestus (O. Pickard-Cambridge, 1898) – Mexiko
- Z. monachus Chamberlin, 1924 – Vereinigte Staaten, Mexiko
- Z. monodens Chamberlin, 1936 – Vereinigte Staaten
- Z. mosioatunya FitzPatrick, 2007 – Botswana, Sambia, Simbabwe
- Z. muizenbergensis FitzPatrick, 2007 – Südafrika
- Z. mulanjensis FitzPatrick, 2007 – Malawi
- Z. mundus (Kulczyński, 1897) – Europa, Russland (europäischer Teil bis Südsibirien), Kasachstan, China
- Z. murcidus Simon, 1914 – Frankreich
- Z. murphyorum FitzPatrick, 2007 – Kenia
- Z. musapi FitzPatrick, 2007 – Simbabwe
- Z. nainitalensis Tikader & Gajbe, 1976 – Indien
- Z. naliniae Tikader & Gajbe, 1979 – Indien
- Z. namaquus FitzPatrick, 2007 – Südafrika
- Z. namibensis FitzPatrick, 2007 – Namibia
- Z. nannodes Chamberlin, 1936 – Vereinigte Staaten
- Z. naphthalii Levy, 2009 – Israel
- Z. nasikensis Tikader & Gajbe, 1976 – Indien
- Z. natalensis Tucker, 1923 – Südafrika
- Z. ngomensis FitzPatrick, 2007 – Südafrika
- Z. nilgirinus Reimoser, 1934 – Indien
- Z. nishikawai Kamura, 2010 – Taiwan
- Z. nyathii FitzPatrick, 2007 – Kongo, Botswana, Simbabwe
- Langgestreckte Schwarzspinne (Z. oblongus) (C. L. Koch, 1833) – Europa, Türkei
- Z. ocala Platnick & Shadab, 1983 – Vereinigte Staaten
- Z. occidentalis Melic, 2014 – Portugal, Spanien
- Z. occultus Tuneva & Esyunin, 2003 – Russland (Europa, Ural)
- Z. olympi (Kulczyński, 1903) – Bulgarien, Ukraine, Türkei, Russland (kaukasischer Teil)
- Z. orenburgensis Tuneva & Esyunin, 2003 – Ukraine, Russland (europäischer und kaukasischer Teil), Kasachstan
- Z. oryx (Simon, 1880) – Marokko, Algerien
- Z. otavi FitzPatrick, 2007 – Namibia, Botswana
- Z. ovambensis Lawrence, 1927 – Namibia
- Z. ovtsharenkoi Zhang & Song, 2001 – China
- Z. pakistaniensis Butt & Beg, 2004 – Pakistan
- Z. pallidipes Tucker, 1923 – Namibia
- Z. paradderet Levy, 2009 – Israel
- Z. paraegregius Wunderlich, 2012 – Kanarische Inseln
- Z. paranaensis Mello-Leitão, 1947 – Brasilien
- Z. parascrutatus Levy, 1998 – Israel
- Z. paroculus Simon, 1914 – Frankreich, Italien
- Z. pediculatoides Senglet, 2011 – Spanien
- Z. pediculatus Marinaro, 1967 – Algerien, Israel
- Z. pedimaculosus Tucker, 1923 – Namibia
- Z. perditus Chamberlin, 1922 – USA
- Offenland-Schwarzspinne (Z. petrensis) (C. L. Koch, 1839) – Bulgarien, Ukraine, Türkei, Russland (europäischer Teil bis Südsibirien), Zentralasien
- Z. petrophilus Chamberlin, 1936 – Vereinigte Staaten
- Z. pexus (Simon, 1885) – Indien
- Z. piceus (Kroneberg, 1875) – Tadschikistan
- Z. piercy Platnick & Shadab, 1983 – Vereinigte Staaten
- Z. pinos Platnick & Shadab, 1983 – Vereinigte Staaten
- Z. planiger Roewer, 1961 – Afghanistan
- Z. plumiger (L. Koch, 1882) – Spanien (Mallorca)
- Z. pluridentatus Marinaro, 1967 – Algerien
- Z. poecilochroaeformis Denis, 1937 – Algerien, Tunesien
- Z. poonaensis Tikader & Gajbe, 1976 – Indien
- Z. potanini Schenkel, 1963 – Russland (Ural bis fernöstlicher Teil), Kasachstan, China, Korea, Japan
- Z. prishutovae Ponomarev & Tsvetkov, 2006 – Griechenland, Türkei, Ukraine, Russland (europäischer Teil)
- Z. pseudoapricorum Schenkel, 1963 – Kasachstan, China
- Z. pseudogallicus Ponomarev, 2007 – Ukraine, Russland (europäischer Teil bis Westsibirien), Kasachstan
- Z. pseudopusillus Caporiacco, 1934 – Indien
- Z. pseustes Chamberlin, 1922 – Vereinigte Staaten, Mexiko
- Z. pulchellus Butt & Beg, 2004 – Pakistan
- Z. pulchripes (Purcell, 1908) – Südafrika
- Z. pullus (Bryant, 1936) – Vereinigte Staaten
- Waldsteppen-Schwarzspinne (Z. puritanus) Chamberlin, 1922 – Nordamerika, Europa, Türkei, Russland (europäischer bis fernöstlicher Teil), Kasachstan
- Z. pyrenaeus Di Franco & Blick, 2003 – Frankreich
- Z. quipungo FitzPatrick, 2007 – Angola
- Z. qwabergensis FitzPatrick, 2007 – Südafrika
- Z. radiatus Lawrence, 1928 – südliches Afrika
- Z. rainier Platnick & Shadab, 1983 – Vereinigte Staaten
- Z. reduncus (Purcell, 1907) – Südafrika
- Z. reimoseri Roewer, 1951 – Frankreich
- Z. remyi Denis, 1954 – Algerien
- Z. resolution FitzPatrick, 2007 – Südafrika
- Z. rinske van Helsdingen, 2012 – Italien
- Z. rothschildi (Simon, 1909) – Äthiopien, Kongo
- Z. rufi Esyunin & Efimik, 1997 – Russland (Ural), Kasachstan
- Z. rugege FitzPatrick, 2007 – Kongo, Ruanda
- Z. rungwensis FitzPatrick, 2007 – Tanzania
- Z. ryukyuensis Kamura, 1999 – Japan (Ryūkyū-Inseln)
- Z. sajali Tikader & Gajbe, 1979 – Indien
- Z. sanmen Platnick & Song, 1986 – China
- Z. santos Platnick & Shadab, 1983 – Mexiko
- Z. sarawakensis (Thorell, 1890) – Pakistan bis Indonesien (Borneo) und Australien
- Z. sardus (Canestrini, 1873) – Frankreich, Italien
- Z. sataraensis Tikader & Gajbe, 1979 – Indien
- Z. sclateri Tucker, 1923 – Südafrika, Lesotho
- Z. scrutatus (O. Pickard-Cambridge, 1872) – Kanarische Inseln, Afrika bis Zentralasien
- Z. segrex (Simon, 1878) – Europa, Türkei, Kaukasien, Russland (europäischer Teil) bis Zentralasien
- Z. serratus Wunderlich, 2011 – Portugal, Spanien
- Z. shabae FitzPatrick, 2007 – Kongo
- Z. shaked Levy, 1998 – Israel
- Z. shantae Tikader, 1982 – Indien
- Z. siculus (Simon, 1878) – Italien (Sizilien)
- Trockenhang-Schwarzspinne (Z. similis) (Kulczyński, 1887) – Italien, Mitteleuropa bis zur Türkei
- Z. sindi Caporiacco, 1934 – Indien, Pakistan
- Z. singroboensis Jézéquel, 1965 – Elfenbeinküste
- Z. siyabonga FitzPatrick, 2007 – Simbabwe
- Z. skinnerensis Platnick & Prentice, 1999 – Vereinigte Staaten
- Z. somaliensis FitzPatrick, 2007 – Somalia
- Z. songus FitzPatrick, 2007 – Südafrika
- Z. soulouensis FitzPatrick, 2007 – Burkina Faso
- Z. spadix (L. Koch, 1866) – Spanien, Griechenland, Nordafrika
- Z. spilosus Yin, 2012 – China
- Z. spinulosus Denis, 1958 – Afghanistan
- Z. stolidus (Simon, 1880) – Algerien, Libyen
- Z. strandi (Nosek, 1905) – Bulgarien, Türkei
- Z. subaeneus (Simon, 1886) – Senegal
- Gewöhnliche Schwarzspinne (Z. subterraneus) (C. L. Koch, 1833) – Europa, Türkei, Kaukasien, Russland (europäischer bis fernöstlicher Teil), Zentralasien, China
- Z. sula Lowrie & Gertsch, 1955 – Russland (fernöstlicher Teil), Nordamerika
- Z. surekhae Tikader & Gajbe, 1976 – Indien
- Z. swelus FitzPatrick, 2007 – Kongo
- Z. talpa Platnick & Shadab, 1983 – Mexiko
- Sichel-Schwarzspinne (Z. talpinus) (L. Koch, 1872) – West- bis Mitteleuropa, Italien
- Z. tambaramensis Caleb & Mathai, 2013 – Indien
- Z. tarsalis Fage, 1929 – Nordafrika
- Z. tendererus FitzPatrick, 2007 – Malawi, Sambia, Simbabwe
- Z. tenuis (L. Koch, 1866) – Mittelmeerraum und Mitteleuropa bis Russland (kaukasischer Teil), Iran. Auf den Galapagosinseln und in den Vereinigten Staaten eingeführt.
- Z. tetramamillatus (Caporiacco, 1947) – Tanzania
- Z. thorelli Simon, 1914 – Portugal, Spanien, Frankreich
- Z. tongdao Yin, Bao & Zhang, 1999 – China
- Z. tortuosus Kamura, 1987 – Korea, Japan
- Z. tragicus (O. Pickard-Cambridge, 1872) – Tschad, Äthiopien, Israel
- Z. trimaculatus Mello-Leitão, 1930 – Brasilien
- Z. tristis (Thorell, 1871) – Schweden
- Z. tropicalis FitzPatrick, 2007 – West- und Zentralafrika
- Z. tsaii Platnick & Song, 1986 – China
- Z. tuckeri Roewer, 1951 – Ost- & südliches Afrika
- Z. tulare Platnick & Shadab, 1983 – Vereinigte Staaten
- Z. tuobus Chamberlin, 1919 – Vereinigte Staaten, Kanada
- Z. turanicus Charitonov, 1946 – Usbekistan
- Z. turcicus Seyyar, Demir & Aktaş, 2010 – Türkei
- Z. ubicki Platnick & Shadab, 1983 – Mexiko
- Z. uniformis Mello-Leitão, 1941 – Argentinien
- Z. union Platnick & Shadab, 1983 – Mexiko
- Z. univittatus (Simon, 1897) – Indien
- Z. uquathus FitzPatrick, 2007 – Südafrika
- Z. uronesae Melic, 2014 – Spanien
- Z. vespertinus (Thorell, 1875) – Frankreich, Italien, Bulgarien, Nordmazedonien
- Z. vikela FitzPatrick, 2007 – Senegal
- Z. viola Platnick & Shadab, 1983 – Vereinigte Staaten
- Z. viveki Gajbe, 2005 – Indien
- Z. wallacei Melic, Silva & Barrientos, 2016 – Portugal, Spanien
- Z. wuchangensis Schenkel, 1963 – China, Korea
- Z. wunderlichi Blick, 2017 – Türkei
- Z. xerophilus Levy, 1998 – Israel
- Z. xiaoi Yin, Bao & Zhang, 1999 – China
- Z. yani Yin, Bao & Zhang, 1999 – China
- Z. yinae Platnick & Song, 1986 – China
- Z. yogeshi Gajbe, 2005 – Indien
- Z. yosemite Platnick & Shadab, 1983 – Vereinigte Staaten
- Z. zekharya Levy, 2009 – Zypern, Israel, Iran
- Ostalpen-Schwarzspinne (Z. zellensis) Grimm, 1982 – Deutschland, Österreich
- Z. zephyrus Kamura, 1999 – Japan (Ryūkyū-Inseln)
- Z. zhaoi Platnick & Song, 1986 – Russland (fernöstlicher Teil), China
- Z. zhengi Platnick & Song, 1986 – China
- Z. zhui Yang & Tang, 2003 – China
- Z. zin Levy, 1998 – Israel
- Z. zonognathus (Purcell, 1907) – West-, Zentral- und südliches Afrika

#### Synonymisierte Arten
80 einstige Arten, die zuletzt zu den Schwarzspinnen gezählt haben, wurden mit anderen Arten der Gattung synonymisiert und verloren somit ihren Artstatus. Diese einstigen Arten sind:
- Z. aculeatus (Purcell, 1908) – Synonymisiert mit Z. invidus unter FitzPatrick, 2007.
- Z. adolescentulus Denis, 1952 – Synonymisiert mit Z. callidus unter Senglet, 2004.
- Z. anchora Tucker, 1923 – Synonymisiert mit Z. redunctus unter FitzPatrick, 2007.
- Z. anchoralis (Purcell, 1908) – Synonymisiert mit Z. scrutatus unter FitzPatrick, 2007.
- Z. antiope (Simon, 1878) – Synonymisiert mit Z. laetus unter Levy, 1998c: 122).
- Z. arzanovi Ponomarev & Tsvetkov, 2006 – Synonymisiert mit Z. azsheganovae unter Mikhailov, 2010.
- Z. baram Levy, 2009 – Synonymisiert mit Z. balcanicus unter Senglet, 2012.
- Z. bechuanicus (Purcell, 1908) – Synonymisiert mit Z. scrutatus unter FitzPatrick, 2007.
- Z. bicolor (Simon, 1908) – Synonymisiert mit Z. scrutatus unter Levy, 1998.
- Z. bimammillatus (Caporiacco, 1941) – Synonymisiert mit Z. mediocris unter FitzPatrick, 2007.
- Z. brignolii Di Franco & Pantini, 2000 – Synonymisiert mit Zelotes sardus unter Senglet, 2004.
- Z. bucharensis Charitonov, 1946 – Synonymisiert mit Z. scrutatus unter Chatzaki, Thaler & Mylonas, 2003.
- Z. bursarius Miller, 1943 – Synonymisiert mit der Daumen-Schwarzspinne (Z. atrocaeruleus) unter Miller, 1967.
- Z. calvanisticus Chamberlin, 1924 – Synonymisiert mit Z. monachus unter Platnick & Shadab, 1983.
- Z. chicano Gertsch & Riechert, 1976 – Synonymisiert mit Z. lasalanus unter Platnick & Shadab, 1983.
- Z. circumspectus Simon, 1878 – Synonymisiert mit Z. tenuis unter Platnick & Shadab, 1983.
- Z. cofiniotes Roewer, 1928 – Synonymisiert mit Z. scrutatus unter Levy, 1998.
- Z. cronwrighti Purcell, 1907 – Synonymisiert mit Z. gooldi unter FitzPatrick, 2007.
- Z. curinus O. Pickard-Cambridge, 1874 – Synonymisiert mit Z. scrutatus unter Levy, 1998.
- Z. daidalus Chatzaki, 2003 – Synonymisiert mit Z. shaked unter Chatzaki & Van Keer, 2019.
- Z. declinans (Kulczyński, 1897) – Synonymisiert mit Z. segrex unter Senglet, 2004.
- Z. demonaicus Lawrence, 1927 – Synonymisiert mit Z. scrutatus unter FitzPatrick, 2007.
- Z. denapes Platnick, 1993 – Synonymisiert mit Z. caprearum unter Trotta, 2020.
- Z. denisi Marinaro, 1967 – Synonymisiert mit Z. crininger unter Senglet, 2011.
- Z. donnezanus Denis, 1961 – Synonymisiert mit Z. cyanescens unter Senglet, 2004.
- Z. elolensis Caporiacco, 1941 – Synonymisiert mit Z. laetus unter FitzPatrick, 2007: 108).
- Z. fallax Tuneva & Esyunin, 2003 – Synonymisiert mit Z. rufi unter Esyunin & Tuneva, 2020.
- Z. fuliginoides (Hewitt, 1915) – Synonymisiert mit Z. fuligineus unter FitzPatrick, 2007.
- Z. fuscotestaceus (Simon, 1878) – Synonymisiert mit Z. tenuis unter Senglet, 2011.
- Z. hewitti Tucker, 1923 – Synonymisiert mit Z. humilis unter FitzPatrick, 2007.
- Z. ilotarum (Simon, 1884) – Synonymisiert mit Z. cingarus unter Chatzaki, 2010.
- Z. impexus (Simon, 1886) – Synonymisiert mit Z. scrutatus unter FitzPatrick, 2007.
- Z. inauratus (O. Pickard-Cambridge, 1872) – Synonymisiert mit Z. laetus unter Levy, 1998.
- Z. inheritus Kaston, 1945 – Synonymisiert mit Z. pullus unter Platnick & Shadab, 1983.
- Z. iustus (Kulczyński, 1911) – Synonymisiert mit Z. sarawakensis unter latnick & Ovtsharenko, 1995.
- Z. jezequeli Braun, 1963 – Synonymisiert mit der Trockenhang-Schwarzspinne (Z. similis) unter Thaler, 1981.
- Z. kodaensis Miller & Buchar, 1977 – Synonymisiert mit der Waldsteppen-Schwarzspinne (Z. puritanus) unter Platnick & Shadab, 1983.
- Z. kukushkini Kovblyuk, 2006 – Synonymisiert mit Z. fuscus (Thorell, 1875) unter Marusik & Omelko, 2013.
- Z. labilis Simon, 1914 – Synonymisiert mit Z. segrex unter Senglet, 2004.
- Z. louronensis Denis, 1960 – Synonymisiert mit der Gras-Schwarzspinne (Z. apricorum) unter Senglet, 2004.
- Z. lugens Denis, 1941 – Synonymisiert mit Z. callidus unter Senglet, 2004.
- Z. massiliensis Soyer, 1967 – Synonymisiert mit Z. callidus unter Senglet, 2004.
- Z. milleri Wunderlich, 1969 – Synonymisiert mit der Stein-Schwarzspinne (Z. aeneus) unter Wunderlich, 1974.
- Z. montanus (Purcell, 1907) – Synonymisiert mit Z. fuligineus unter FitzPatrick, 2007.
- Z. montereus Chamberlin, 1922 – Synonymisiert mit Z. discens unter Platnick & Shadab, 1983.
- Z. montivagus Tucker, 1923 – Synonymisiert mit Z. humilis unter FitzPatrick, 2007.
- Z. nannus Chamberlin & Gertsch, 1940 – Synonymisiert mit Z. nannodes unter Platnick & Shadab, 1983.
- Z. omissus Chamberlin, 1936 – Synonymisiert mit Z. perditus unter Platnick & Shadab, 1983.
- Z. oneili (Purcell, 1907) – Synonymisiert mit Z. scrutatus unter FitzPatrick, 2007.
- Z. ornatus Tucker, 1923 – Synonymisiert mit Z. lightfooti unter FitzPatrick, 2007.
- Z. pallidus (O. Pickard-Cambridge, 1874) – Synonymisiert mit Z. tenuis unter Platnick, 1989.
- Z. picinus (O. Pickard-Cambridge, 1872) – Synonymisiert mit Z. scrutatus unter Levy, 1998.
- Z. protestans Chamberlin, 1924 – Synonymisiert mit Z. monachus unter Platnick & Shadab, 1983.
- Z. pseudoclivicola Grimm, 1982 – Synonymisiert mit Z. gallicus unter Senglet, 2004.
- Z. pullatus Fox, 1938 – Synonymisiert mit Z. tuobus unter Platnick & Shadab, 1983.
- Z. pyrethri (Strand, 1915) – Synonymisiert mit Z. tenuis unter Levy, 1998.
- Z. reconditus Simon, 1914 – Synonymisiert mit Z. egregius unter Senglet, 2004.
- Z. reformans Chamberlin, 1924 – Synonymisiert mit Z. laetus unter Levy, 1998.
- Z. ruscinensis Simon, 1914 – Synonymisiert mit Z. callidus unter Senglet, 2011.
- Z. salensis Berland, 1936 – Synonymisiert mit Z. laetus unter FitzPatrick, 2007.
- Z. scutatus (O. Pickard-Cambridge, 1872) – Synonymisiert mit Z. scrutatus unter Levy, 1998.
- Z. semirufus (L. Koch, 1882) – Synonymisiert mit Z. callidus unter Bosmans & Van Keer, 2012.
- Z. serotinus (L. Koch, 1866) – Synonymisiert mit der Stachel-Schwarzspinne (Z. longipes) unter Tullgren, 1946.
- Z. sidama Caporiacco, 1941 – Synonymisiert mit Z. scrutatus unter FitzPatrick, 2007.
- Z. silvicola Denis, 1962 – Synonymisiert mit Z. cyanescens unter Senglet, 2004.
- Z. similis hungaricus Kolosváry & Loksa, 1944 – Synonymisiert mit der Trockenhang-Schwarzspinne (Z. similis) unter Breitling, 2016.
- Z. simoni (Purcell, 1907) – Synonymisiert mit Z. fuligineus unter FitzPatrick, 2007.
- Z. simplex Denis, 1937 – Synonymisiert mit Z. scrutatus unter Levy, 1998.
- Z. solitarius Lawrence, 1936 – Synonymisiert mit Z. radiatus unter FitzPatrick, 2007.
- Z. sumchi Levy, 1998 – Synonymisiert mit Z. metellus unter Senglet, 2011.
- Z. teidei Schmidt, 1968 – Synonymisiert mit Z. manzae unter Wunderlich, 2011.
- Z. tintinnus Paik, 1986 – Synonymisiert mit Z. kimwha unter Kamura, 2003.
- Z. tolaensis Loksa, 1965 – Synonymisiert mit Z. potanini unter Ovtsharenko & Marusik, 1988.
- Z. tristellus (Tullgren, 1910) – Synonymisiert mit Z. guineanus unter FitzPatrick, 2007.
- Z. tristiculus (O. Pickard-Cambridge, 1874) – Synonymisiert mit Z. laetus unter Levy, 1998.
- Z. ungulus Tucker, 1923 – Synonymisiert mit Z. natalensis unter FitzPatrick, 2007.
- Z. vespertilionis Tucker, 1923 – Synonymisiert mit Z. bastardi unter FitzPatrick, 2007.
- Z. violaceus (C. L. Koch, 1839) – Synonymisiert mit der Gewöhnlichen Schwarzspinne (Z. subterraneus) unter Tullgren, 1942.
- Z. vryburgensis Tucker, 1923 – Synonymisiert mit Z. scatleri unter FitzPatrick, 2007.
- Z. yutian Platnick & Song, 1986 – Synonymisiert mit Z. mandus unter Milasowszky, 2007.

#### Ersetzte Homonyme
Vier Arten der Schwarzspinnen hatten zuvor mit denen anderer Arten identische Bezeichnungen. Die nun ersetzten Homonyme waren:
- Z. caporiaccoi Denis, 1953 = Z. caprearum
- Z. lightfooti (Tucker, 1923) = Z. otavi
- Z. mediocris Simon, 1914 = Z. pyrenaeus
- Z. turcicus Wunderlich, 2011 = Z. wunderlichi

#### Nicht mehr anerkannte Arten
Folgende 33 Arten zählten zuletzt zur Gattung der Schwarzspinnen und heute als Nomen dubium. Die aufgelösten Arten sind:
- Z. abbajensis (Strand, 1906) – Aufgelöst unter FitzPatrick, 2007.
- Z. abditus (Menge, 1872) – Aufgelöst unter Prószyński & Starega, 1971.
- Z. adolescens Chamberlin, 1922 – Aufgelöst unter Platnick & Shadab, 1983.
- Z. agilis (C. L. Koch, 1837) – Aufgelöst unter Grimm, 1985.
- Z. albobivittatus (Strand, 1906) – Aufgelöst unter FitzPatrick, 2007.
- Z. ascensionis (Strand, 1909) – Aufgelöst unter FitzPatrick, 2007.
- Z. ater (Hentz, 1832) – Aufgelöst unter Platnick & Shadab, 1983.
- Z. ater (Latreille, 1806) – Aufgelöst unter Bonnet, 1957.
- Z. collinus (Kulczyński, 1898) – Aufgelöst unter Grimm, 1985.
- Z. dalotensis (Strand, 1906) – Aufgelöst unter FitzPatrick, 2007.
- Z. directus (Banks, 1898) – Aufgelöst unter Platnick & Shadab, 1983.
- Z. dorsiscutatus (Strand, 1906) – Aufgelöst unter FitzPatrick, 2007.
- Z. fidelis (Banks, 1898) – Aufgelöst unter Platnick & Shadab, 1983.
- Z. gentilis (Banks, 1898) – Aufgelöst unter Platnick & Shadab, 1983.
- Z. griseus (Banks, 1898) – Aufgelöst unter Platnick & Shadab, 1983.
- Z. indecisus (Banks, 1898) – Aufgelöst unter Platnick & Shadab, 1983.
- Z. kochi (Canestrini, 1868) – Aufgelöst unter Brignoli, 1983.
- Z. lugubris (O. Pickard-Cambridge, 1874) – Aufgelöst unter Grimm, 1985.
- Z. madagascaricus (Strand, 1907) – Aufgelöst unter FitzPatrick, 2007.
- Z. melancholicus (Thorell, 1877) – Aufgelöst unter Platnick & Shadab, 1983.
- Z. multidentatus (Strand, 1906) – Aufgelöst unter FitzPatrick, 2007.
- Z. nanus (Thorell, 1875) – Aufgelöst unter Grimm, 1985.
- Z. neumanni (Strand, 1906) – Aufgelöst unter FitzPatrick, 2007.
- Z. pallipes (C. L. Koch, 1836) – Aufgelöst unter Roewer, 1955.
- Z. paludis Chamberlin, 1922 – Aufgelöst unter Platnick & Shadab, 1983.
- Z. petiverii (Scopoli, 1763) – Aufgelöst unter Bonnet, 1957.
- Z. prognathus (Canestrini) – Aufgelöst unter Brignoli, 1983.
- Z. quadridentatus (Strand) – Aufgelöst unter Nentwig et al., 2020.
- Z. schoaensis (Strand, 1906) – Aufgelöst unter FitzPatrick, 2007.
- Z. setiger (L. Koch, 1875) – Aufgelöst unter Platnick & Murphy, 1984.
- Z. tullgreni Caporiacco, 1947 – Aufgelöst unter FitzPatrick, 2007.
- Z. varius (C. L. Koch, 1836) – Von Roewer ausgelassen.
- Z. zonatus (Holmberg, 1876) – Aufgelöst unter López Carrión & Grismado, 2014.

#### Nie anerkannte Art
Eine Art der Schwarzspinnen erfüllte bei ihrer Erstbeschreibung nicht die Voraussetzungen für einen Artstatus und gilt als Nomen nudum. Die Art ist:
- Zelotes nipponicus Kishida – Aufgehoben unter Yaginuma, 1983

### Innere Systematik
Die nähere Verwandtschaft einzelner Arten der Schwarzspinnen innerhalb der Gattung zueinander lässt sich anhand synapomorphischer (bei mehreren Arten gemeinsam auftretenden) Merkmale dieser erläutern. Mangels vollständiger Untersuchungen in der Alten Welt wurden auch die dort vorkommenden Arten der Kammbeine (Drassyllus) aus dem Grund auch früher zu den Schwarzspinnen gerechnet.
Bisher ist es gelungen, einzelne in Amerika vorkommende Arten der Schwarzspinnen in drei Übergruppen zu gliedern, die sich wiederum in weitere Artengruppen aufteilen lassen. Die Übergruppen sind nach der Gewöhnlichen Schwarzspinne (Z. subterraneus) sowie nach den Arten Z. funestus und  Z. duplex benannt. Zur Übergruppe der Gewöhnlichen Schwarzspinne zählen neben der Artengruppe selbiger Art die der Arten Z. hentzi, Z. tuobus und Z. katholicus und Z. talpa, wobei letztere Art eine einzelne Gruppe für sich selbst bildet. Der Übergruppe von Z. funestis gehören neben der von gleicher Art die von Z. petrophilus, Z. gynesthus, Z. mayanus und Z. jamaicensis an. Die Übergruppe von Z. duplex umfasst neben der Artengruppe genannter Art die von Z. laccus und die der Waldsteppen-Schwarzspinne (Z. puritanus). Folgendes Kladogramm verdeutlicht die Stellung der genannten Gruppen zueinander:
|                         | \| \| Artengruppe von Z. tuobus \| \| \| \| \| \| Artengruppe von Z. hentzi \| \| \| \| \| \| Artengruppe der Gewöhnlichen Schwarzspinne \| \| Vorlage:Klade/Wartung/3 \| \| |
|                         | |
|                         | Artengruppe von Z. tuobus |
|                         | |
|                         | Artengruppe von Z. hentzi |
|                         | |
|                         | Artengruppe der Gewöhnlichen Schwarzspinne |
| Vorlage:Klade/Wartung/3 | |

|                         | Artengruppe von Z. tuobus                  |
|                         |                                            |
|                         | Artengruppe von Z. hentzi                  |
|                         |                                            |
|                         | Artengruppe der Gewöhnlichen Schwarzspinne |
| Vorlage:Klade/Wartung/3 |                                            |

|                         | \| \| Artengruppe von Z. tuobus \| \| \| \| \| \| Artengruppe von Z. hentzi \| \| \| \| \| \| Artengruppe der Gewöhnlichen Schwarzspinne \| \| Vorlage:Klade/Wartung/3 \| \| |
|                         | |
|                         | Artengruppe von Z. tuobus |
|                         | |
|                         | Artengruppe von Z. hentzi |
|                         | |
|                         | Artengruppe der Gewöhnlichen Schwarzspinne |
| Vorlage:Klade/Wartung/3 | |

|                         | Artengruppe von Z. tuobus                  |
|                         |                                            |
|                         | Artengruppe von Z. hentzi                  |
|                         |                                            |
|                         | Artengruppe der Gewöhnlichen Schwarzspinne |
| Vorlage:Klade/Wartung/3 |                                            |

|                         | \| \| Artengruppe von Z. tuobus \| \| \| \| \| \| Artengruppe von Z. hentzi \| \| \| \| \| \| Artengruppe der Gewöhnlichen Schwarzspinne \| \| Vorlage:Klade/Wartung/3 \| \| |
|                         | |
|                         | Artengruppe von Z. tuobus |
|                         | |
|                         | Artengruppe von Z. hentzi |
|                         | |
|                         | Artengruppe der Gewöhnlichen Schwarzspinne |
| Vorlage:Klade/Wartung/3 | |

|                         | Artengruppe von Z. tuobus                  |
|                         |                                            |
|                         | Artengruppe von Z. hentzi                  |
|                         |                                            |
|                         | Artengruppe der Gewöhnlichen Schwarzspinne |
| Vorlage:Klade/Wartung/3 |                                            |

|                         | \| \| Artengruppe von Z. tuobus \| \| \| \| \| \| Artengruppe von Z. hentzi \| \| \| \| \| \| Artengruppe der Gewöhnlichen Schwarzspinne \| \| Vorlage:Klade/Wartung/3 \| \| |
|                         | |
|                         | Artengruppe von Z. tuobus |
|                         | |
|                         | Artengruppe von Z. hentzi |
|                         | |
|                         | Artengruppe der Gewöhnlichen Schwarzspinne |
| Vorlage:Klade/Wartung/3 | |

|                         | Artengruppe von Z. tuobus                  |
|                         |                                            |
|                         | Artengruppe von Z. hentzi                  |
|                         |                                            |
|                         | Artengruppe der Gewöhnlichen Schwarzspinne |
| Vorlage:Klade/Wartung/3 |                                            |

|                         | Artengruppe von Zelotes funestus |
|                         |                                  |
|                         | Artengruppe von Z. petrophilus   |
|                         |                                  |
|                         | Artengruppe von Z. gynesthus     |
| Vorlage:Klade/Wartung/3 |                                  |

|  | Artengruppe von Z. mayanus     |
|  |                                |
|  | Artengruppe von Z. jamaicensis |
|  |                                |

|                         | Artengruppe von Zelotes funestus |
|                         |                                  |
|                         | Artengruppe von Z. petrophilus   |
|                         |                                  |
|                         | Artengruppe von Z. gynesthus     |
| Vorlage:Klade/Wartung/3 |                                  |

|  | Artengruppe von Z. mayanus     |
|  |                                |
|  | Artengruppe von Z. jamaicensis |
|  |                                |

|                         | Artengruppe von Zelotes funestus |
|                         |                                  |
|                         | Artengruppe von Z. petrophilus   |
|                         |                                  |
|                         | Artengruppe von Z. gynesthus     |
| Vorlage:Klade/Wartung/3 |                                  |

|  | Artengruppe von Z. mayanus     |
|  |                                |
|  | Artengruppe von Z. jamaicensis |
|  |                                |

|                         | Artengruppe von Zelotes funestus |
|                         |                                  |
|                         | Artengruppe von Z. petrophilus   |
|                         |                                  |
|                         | Artengruppe von Z. gynesthus     |
| Vorlage:Klade/Wartung/3 |                                  |

|  | Artengruppe von Z. mayanus     |
|  |                                |
|  | Artengruppe von Z. jamaicensis |
|  |                                |

|                         | Artengruppe von Zelotes duplex                           |
|                         |                                                          |
|                         | Artengruppe von Z. laccus                                |
|                         |                                                          |
|                         | Artengruppe der Waldsteppen-Schwarzspinne (Z. puritanus) |
| Vorlage:Klade/Wartung/3 |                                                          |

|                         | \| \| Artengruppe von Z. tuobus \| \| \| \| \| \| Artengruppe von Z. hentzi \| \| \| \| \| \| Artengruppe der Gewöhnlichen Schwarzspinne \| \| Vorlage:Klade/Wartung/3 \| \| |
|                         | |
|                         | Artengruppe von Z. tuobus |
|                         | |
|                         | Artengruppe von Z. hentzi |
|                         | |
|                         | Artengruppe der Gewöhnlichen Schwarzspinne |
| Vorlage:Klade/Wartung/3 | |

|                         | Artengruppe von Z. tuobus                  |
|                         |                                            |
|                         | Artengruppe von Z. hentzi                  |
|                         |                                            |
|                         | Artengruppe der Gewöhnlichen Schwarzspinne |
| Vorlage:Klade/Wartung/3 |                                            |

|                         | \| \| Artengruppe von Z. tuobus \| \| \| \| \| \| Artengruppe von Z. hentzi \| \| \| \| \| \| Artengruppe der Gewöhnlichen Schwarzspinne \| \| Vorlage:Klade/Wartung/3 \| \| |
|                         | |
|                         | Artengruppe von Z. tuobus |
|                         | |
|                         | Artengruppe von Z. hentzi |
|                         | |
|                         | Artengruppe der Gewöhnlichen Schwarzspinne |
| Vorlage:Klade/Wartung/3 | |

|                         | Artengruppe von Z. tuobus                  |
|                         |                                            |
|                         | Artengruppe von Z. hentzi                  |
|                         |                                            |
|                         | Artengruppe der Gewöhnlichen Schwarzspinne |
| Vorlage:Klade/Wartung/3 |                                            |

|                         | \| \| Artengruppe von Z. tuobus \| \| \| \| \| \| Artengruppe von Z. hentzi \| \| \| \| \| \| Artengruppe der Gewöhnlichen Schwarzspinne \| \| Vorlage:Klade/Wartung/3 \| \| |
|                         | |
|                         | Artengruppe von Z. tuobus |
|                         | |
|                         | Artengruppe von Z. hentzi |
|                         | |
|                         | Artengruppe der Gewöhnlichen Schwarzspinne |
| Vorlage:Klade/Wartung/3 | |

|                         | Artengruppe von Z. tuobus                  |
|                         |                                            |
|                         | Artengruppe von Z. hentzi                  |
|                         |                                            |
|                         | Artengruppe der Gewöhnlichen Schwarzspinne |
| Vorlage:Klade/Wartung/3 |                                            |

|                         | \| \| Artengruppe von Z. tuobus \| \| \| \| \| \| Artengruppe von Z. hentzi \| \| \| \| \| \| Artengruppe der Gewöhnlichen Schwarzspinne \| \| Vorlage:Klade/Wartung/3 \| \| |
|                         | |
|                         | Artengruppe von Z. tuobus |
|                         | |
|                         | Artengruppe von Z. hentzi |
|                         | |
|                         | Artengruppe der Gewöhnlichen Schwarzspinne |
| Vorlage:Klade/Wartung/3 | |

|                         | Artengruppe von Z. tuobus                  |
|                         |                                            |
|                         | Artengruppe von Z. hentzi                  |
|                         |                                            |
|                         | Artengruppe der Gewöhnlichen Schwarzspinne |
| Vorlage:Klade/Wartung/3 |                                            |

|                         | Artengruppe von Zelotes funestus |
|                         |                                  |
|                         | Artengruppe von Z. petrophilus   |
|                         |                                  |
|                         | Artengruppe von Z. gynesthus     |
| Vorlage:Klade/Wartung/3 |                                  |

|  | Artengruppe von Z. mayanus     |
|  |                                |
|  | Artengruppe von Z. jamaicensis |
|  |                                |

|                         | Artengruppe von Zelotes funestus |
|                         |                                  |
|                         | Artengruppe von Z. petrophilus   |
|                         |                                  |
|                         | Artengruppe von Z. gynesthus     |
| Vorlage:Klade/Wartung/3 |                                  |

|  | Artengruppe von Z. mayanus     |
|  |                                |
|  | Artengruppe von Z. jamaicensis |
|  |                                |

|                         | Artengruppe von Zelotes funestus |
|                         |                                  |
|                         | Artengruppe von Z. petrophilus   |
|                         |                                  |
|                         | Artengruppe von Z. gynesthus     |
| Vorlage:Klade/Wartung/3 |                                  |

|  | Artengruppe von Z. mayanus     |
|  |                                |
|  | Artengruppe von Z. jamaicensis |
|  |                                |

|                         | Artengruppe von Zelotes funestus |
|                         |                                  |
|                         | Artengruppe von Z. petrophilus   |
|                         |                                  |
|                         | Artengruppe von Z. gynesthus     |
| Vorlage:Klade/Wartung/3 |                                  |

|  | Artengruppe von Z. mayanus     |
|  |                                |
|  | Artengruppe von Z. jamaicensis |
|  |                                |

|                         | Artengruppe von Zelotes duplex                           |
|                         |                                                          |
|                         | Artengruppe von Z. laccus                                |
|                         |                                                          |
|                         | Artengruppe der Waldsteppen-Schwarzspinne (Z. puritanus) |
| Vorlage:Klade/Wartung/3 |                                                          |